# Sozialbeistand
Ein Sozialbeistand ist ein persönlicher Helfer im Rahmen einer Sozialbeistandschaft. Die Sozialbeistandschaft ist eine besondere Form der Hilfe für Menschen mit einer psychischen Behinderung oder einer Lernbehinderung im Rahmen der Leistungen zur Teilhabe für behinderte Menschen. Viele dieser Menschen benötigen Unterstützung bei der Regelung ihrer Angelegenheiten. Die Sozialbeistandschaft wird manchmal auch als ambulant betreutes Wohnen bezeichnet. Im Unterschied zur gesetzlichen Betreuung ist sie eine Form der persönlichen Unterstützung, bei der der Sozialbeistand keine gesetzliche Vertretungsbefugnis oder Vollmacht erhält. Sozialbeistandschaft ist eine ambulante Hilfe, das heißt, die Unterstützung findet im Lebens- und Wohnbereich des Klienten statt. 
Ziele der ambulanten Hilfen sind die Erhaltung bzw. die (Wieder-)Herstellung der Selbständigkeit und eigener Verantwortlichkeit sowie die möglichst volle Teilhabe am Leben in der Gesellschaft. Sozialbeistandschaften sollen gemäß dem sozialrechtlichen Leistungsgrundsatz „ambulant vor stationär“ stationäre und andere nicht ambulante Angebote möglichst ersetzen. Sozialbeistandschaften sind idealerweise klientenorientiert und bereichübergreifend auf die persönlichen Bedürfnisse und den besonderen Bedarf des Klienten zugeschnitten. Gesetzlich geregelt ist diese Form der Hilfe im SGB XII als Eingliederungshilfe.

## Ambulante Hilfen zum selbstbestimmten Leben und Wohnen
Viele Menschen mit seelischen Beeinträchtigungen sind in der Teilhabe am Leben in der Gemeinschaft eingeschränkt. Die Schwierigkeiten können je nach den Besonderheiten des Einzelfalls vielfältig sein.
Sie reichen über Probleme bei der Erledigung ihrer Angelegenheiten, beim selbständigen Leben und Wohnen sowie beim Umgang mit Behörden bis hin zu rechtlichen Dingen. Im Einzelfall können Menschen mit seelischen Beeinträchtigungen auch gesellschaftlich oder persönlich isoliert sein, obwohl sie sich die Teilhabe am gesellschaftlichen Leben wünschen. Ziel des Sozialbeistands ist insbesondere auch die Vermeidung von Heimunterbringung und Klinikaufenthalten.

## Hilfe zur Selbsthilfe und Erhaltung der Selbstbestimmung
Ziel der Sozialbeistandschaft ist die Erhaltung, Förderung oder Wiederherstellung von Selbstbestimmung und Selbständigkeit, entsprechend dem Grundsatz der Hilfe zur Selbsthilfe. Die Hilfen sollen folglich eigene vorhandene Kräfte, Fähigkeiten, Potenziale sowie die Eigenverantwortung erhalten, fördern oder entwickeln. Entsprechend sind die Hilfen klientenzentriert am persönlichen Bedarf im Einzelfall orientiert und umfassen mehrere Lebensbereiche.

## Pädagogische Betreuung im eigenen Wohnraum
Die Pädagogische Betreuung im eigenen Wohnraum (PBW) ist eine pädagogisch orientierte ambulante Leistung nach § 54 Abs. 1 SGB XII in Verbindung mit § 113 Abs. 1 und 2 SGB IX.
Sie hilft volljährigen behinderten Menschen, zuhause selbständig und möglichst unabhängig von öffentlicher Hilfe zu leben.
Ziele sind die Entwicklung von Selbstständigkeit, praktischem Alltagstraining, Umgang mit Geld, Briefen und Schriftverkehr, Mobilität und Orientierung am Wohnort (z. B.: Orientierungs- und Mobilitätstraining (O&M)), Förderung und Gestaltung des sozialen und Arbeitsumfeldes, Hilfe bei der Gestaltung des Wohnumfeldes und bei der Freizeit, Aufbau einer Tagesstruktur sowie soziales Kompetenztraining und Kommunikationstraining.

## Keine „Betreuung“
Sozialbeistandschaften sind keine Betreuung im Sinne des Betreuungsrechts. Die rechtliche Selbständigkeit und Unabhängigkeit wird im Gegensatz zur rechtlichen Betreuung nicht berührt. Eine Sozialbeistandschaft kann zusätzlich zu einer Betreuung eingerichtet werden. Im Einzelfall kann eine Sozialbeistandschaft dazu dienen, dass eine bereits bestehende Betreuung überflüssig wird.
Auch in einem allgemeineren Sinn erscheint „Betreuung“ im Zusammenhang mit Sozialbeistandschaft nicht passend. Bei dem Begriff Betreuung schwingt Unmündigkeit und Bevormundung mit. Betreut werden müssen Kinder und unmündige Personen. Sozialbeistandschaft ist eher die Hilfe zur Selbsthilfe.

## Hilfeformen und Hilfebereiche
Entsprechend der Orientierung am individuellen Bedarf kann die konkrete Form der Unterstützung vielfältig sein. Sie richtet sich nach den besonderen persönlichen Gegebenheiten. Die folgende Aufzählung ist nur beispielhaft und nicht abschließend.
- Unterstützung bei finanziellen Problemen
- Unterstützung beim Jobcenter oder Grundsicherungsbehörde,
- Hilfe bei Ämtergängen und anderen Behördenangelegenheiten
- Unterstützung beim selbständigen Leben und Wohnen im eigenen Haushalt
- Psychosoziale Unterstützung bei Krisen und Konflikten
- Unterstützung bei der Gesundheitsförderung
- Unterstützung bei der Wahrnehmung von Angeboten der medizinischen Rehabilitation
- Im Einzelfall: Drogen- und Suchtberatung
- Hilfen zum Besuch kultureller Veranstaltungen
- Unterstützung bei sozialen Kontakten und in der Teilhabe am gesellschaftlichen und kulturellen Leben
- Training sozialer und kommunikativer Fähigkeiten
- Hilfe bei persönlichen Krisen und Konflikten
- Hilfen zur seelischen Stabilisierung
- Hilfen bei der Beschaffung oder Erhaltung einer geeigneten Wohnung

## Durchführung der Eingliederungshilfe
Sozialbeistandschaften werden i. d. R. von sozialen Vereinen und Verbänden und mildtätigen Organisationen ausgeführt.

## Gesetzliche Grundlagen
Die Sozialbeistandschaft ist eine besondere Form der Ausgestaltung der Eingliederungshilfe für behinderte Menschen. Gesetzlich geregelt ist die Eingliederungshilfe für Behinderte im § 54 SGB XII. Da es sich bei der Eingliederungshilfe um eine Leistung der Sozialhilfe und nicht um eine Sozialversicherungsleistung handelt, gelten die besonderen Einkommensgrenzen des § 85 SGB XII. Werden diese Einkommensgrenzen überschritten, muss u. U. ein Kostenbeitrag geleistet werden. Für Menschen, die Arbeitslosengeld II, Hilfe zum Lebensunterhalt oder Grundsicherung nach dem SGB XII erhalten, ist die Eingliederungshilfe in jedem Fall kostenfrei. Da die Eingliederungshilfe eine Leistung zur Teilhabe im Sinne des SGB IX ist, kann die Sozialbeistandschaft auch als persönliches Budget ausgeführt werden.